# 蔡平峰
蔡平峰（英語：Chapin Peak）是南極洲的山峰，位於威爾克斯地，處於斯蒂克峰東南4公里的里迪冰川西岸，海拔高度2,170米，美國地質調查局根據測量和該國海軍的空中照片繪入地圖，現時由南極條約體系管理。